# روبن جاسبر فيليبس
روبن جاسبر فيليبس (بالإنجليزية: Reuben Jasper Phillips)‏ هو عسكري أمريكي، ولد في 28 يوليو 1874 في كاليفورنيا في الولايات المتحدة، وتوفي في 8 فبراير 1936.